# Kokolajnščak
Kokolajnščak je naselje u slovenskoj Općini Svetom Juriju ob Ščavnici. Kokolajnščak se nalazi u pokrajini Štajerskoj i statističkoj regiji Pomurju. 

## Stanovništvo
Prema popisu stanovništva iz 2002. godine naselje je imalo 74 stanovnika.